# Abstract factory
El patró de disseny Abstract factory és un patró de disseny d'enginyeria de programari que proporciona una manera de crear famílies d'objectes relacionats sense imposar les seves classes concretes, encapsulant un grup de fàbriques individuals que tenen un tema comú sense especificar les seves classes concretes.

## Estructura
El diagrama de classes és el següent:
En Lepus3

## Codis d'exemple

### Java
```
/* GUIFactory example -- */

interface
 
GUIFactory
 
{

 
public
 
Button
 
createButton
();

}

class
 
WinFactory
 
implements
 
GUIFactory
 
{

 
public
 
Button
 
createButton
()
 
{

 
return
 
new
 
WinButton
();

 
}

}

class
 
OSXFactory
 
implements
 
GUIFactory
 
{

 
public
 
Button
 
createButton
()
 
{

 
return
 
new
 
OSXButton
();

 
}

}

interface
 
Button
 
{

 
public
 
void
 
paint
();

}

class
 
WinButton
 
implements
 
Button
 
{

 
public
 
void
 
paint
()
 
{

 
System
.
out
.
println
(
"I'm a WinButton"
);

 
}

}

class
 
OSXButton
 
implements
 
Button
 
{

 
public
 
void
 
paint
()
 
{

 
System
.
out
.
println
(
"I'm an OSXButton"
);

 
}

}

class
 
Application
 
{

 
public
 
Application
(
GUIFactory
 
factory
){

 
Button
 
button
=
factory
.
createButton
();

 
button
.
paint
();

 
}

}

public
 
class
 
ApplicationRunner
 
{

 
public
 
static
 
void
 
main
(
String
[]
 
args
)
 
{

 
new
 
Application
(
createOsSpecificFactory
());

 
}

 
public
 
static
 
GUIFactory
 
createOsSpecificFactory
()
 
{

 
int
 
sys
=
readFromConfigFile
(
"OS_TYPE"
);

 
if
 
(
sys
 
==
 
0
)
 
{

 
return
 
new
 
WinFactory
();

 
}
 
else
 
{

 
return
 
new
 
OSXFactory
();

 
}

 
}

}

```

La sortida del programa hauria de ser "I'm a WinButton" o "I'm a OSXButton" depenent del tipus de factoria usat. Tingueu en compte que l'aplicació no té ni idea de quin tipus de GUIFactory es dona, o fins i tot quin tipus de botó que genera la fàbrica.

### C++
```
/* a GUIFactory exemple en C++ */

struct
 
GUIFactory
{

 
virtual
 
Button
*
 
createButton
 
()
=
0
;

};

struct
 
WinGUIFactory
 
:
 
public
 
GUIFactory
{

 
Button
*
 
createButton
 
(){

 
return
 
new
 
WinButton
();

 
}

};

struct
 
OSXGUIFactory
 
:
 
public
 
GUIFactory
{

 
Button
*
 
createButton
 
(){

 
return
 
new
 
OSXButton
();

 
}

};

struct
 
Button
{

 
virtual
 
void
 
paint
()
=
0
;

};

struct
 
WinButton
 
:
 
public
 
Button
{

 
void
 
paint
 
(){

 
std
::
cout
 
<<
 
" I'm a window button 
\n
"
;

 
}

};

struct
 
OSXButton
 
:
 
public
 
Button
{

 
void
 
paint
 
(){

 
std
::
cout
 
<<
 
" I'm a OSX button 
\n
"
;

 
}

};

struct
 
Application
 
{

 
Application
(
GUIFactory
*
 
factory
){

 
Button
 
*
 
button
=
factory
->
createButton
();

 
button
->
paint
();

 
}

};

/* application code */

int
 
main
()

{

 
GUIFactory
*
 
factory1
=
new
 
WinFactory
();

 
GUIFactory
*
 
factory2
=
new
 
OSXFactory
();

 
Application
*
 
winApp
=
new
 
Application
 
(
factory1
);
 

 
Application
*
 
osxApp
=
new
 
Application
 
(
factory2
);

 
delete
 
factory1
,
 
factory2
;

 
return
 
0
;

}

```